# Franz-Otto Krüger
Pour les articles homonymes, voir Krüger.
Franz-Otto Krüger (né le 1er avril 1917 à Berlin, mort le 17 mars 1988 à Munich) est un acteur allemand.

## Biographie
Après une formation, il joue dans les théâtres berlinois en 1934 comme le théâtre Lessing ou le Rose-Theater. En même temps, il travaille comme maître de cérémonie à la Scala de Berlin et plus tard à Munich et Cologne.
Kruger poursuit sa carrière sur scène à Berlin après la guerre à la Tribüne, au Renaissance-Theater et à la Komödie. Il joue encore au cinéma. Il tourne principalement dans les années 1950 et 1960 des rôles de figuration dans des comédies, comme des officiers, des médecins, des portiers ou des marginaux.
Il est metteur en scène quelques fois dans les années 1960. Il écrit et réalise un film, Brille und Bombe: Bei uns liegen Sie richtig!, sorti en 1967. Il vient également à la télévision. En 1948, il est le directeur du service des divertissements de la NWDR à Berlin.

## Filmographie

### Acteur

#### Cinéma
- 1947 : Kein Platz für Liebe de Hans Deppe : Der Sehnsüchtige
- 1948 : Allemagne année zéro : Karl-Heinz (en tant que Franz Grüger)
- 1948 : Ballade berlinoise : Einbrecher Franz
- 1948 : Morgen ist alles besser : Dr. Linck, Dichter
- 1949 : Nichts als Zufälle : Herr Osterloh
- 1950 : Eine Nacht im Separee : Herr Schlüsemann
- 1950 : La Femme de la nuit dernière
- 1950 : La Fiancée de la Forêt-Noire : Conférencier
- 1950 : Wenn Männer schwindeln
- 1951 : Grün ist die Heide : Zauberkünstler
- 1951 : Königin einer Nacht : Ganove
- 1952 : Der Fürst von Pappenheim : Alfons
- 1952 : Der Kampf der Tertia : Landrat Knötzinger
- 1952 : Mikosch rückt ein : Fotograf
- 1952 : Oh, du lieber Fridolin : Rundfunkreporter
- 1952 : Wenn abends die Heide träumt
- 1953 : Damenwahl
- 1953 : Der Vetter aus Dingsda : Onkel Gustav
- 1953 : La Rose de Stamboul : Oberkellner
- 1953 : Rote Rosen, rote Lippen, roter Wein
- 1953 : So ein Affentheater : Gersdorf, Versicherungsagent
- 1954 : Die große Starparade : Quick-Redakteur (non crédité)
- 1954 : Meine Schwester und ich : Justizminister
- 1955 : Etoile de Rio
- 1955 : Heldentum nach Ladenschluß : Fink (segment "Der Zauberer Maro")
- 1955 : Meine Kinder und ich
- 1955 : Rendez-moi justice : Vilessen (non crédité)
- 1955 : Vor Gott und den Menschen
- 1956 : Beichtgeheimnis : Vorsitzender
- 1956 : Das Mädchen Marion : Der Fremde
- 1956 : Der Mustergatte : 1. Argentinier
- 1956 : Die wilde Auguste : Gerichtsvollzieher
- 1956 : Ein Herz schlägt für Erika
- 1956 : Ein Mann muß nicht immer schön sein : Michael Schöder
- 1956 : L'étudiante Hélène Willfuer : Arzt
- 1956 : La reine de music-hall : Manager
- 1956 : Musikparade : Ramon Ramirez
- 1956 : Saison in Oberbayern : v. Krachenfels
- 1957 : Banktresor 713 : Personalchef
- 1957 : Das einfache Mädchen : Regisseur
- 1957 : Der Etappenhase : Intendantur-Rat Häberlein
- 1957 : Der müde Theodor : Professor Erwin Link
- 1957 : Egon, der Frauenheld
- 1957 : Kein Auskommen mit dem Einkommen : Herr Bollmann
- 1957 : Salzburger Geschichten : Hotelmanager
- 1957 : Tante Wanda aus Uganda : Detektiv (non crédité)
- 1957 : Vater sein dagegen sehr : Standesbeamter
- 1957 : Veuf avec cinq filles
- 1957 : Viktor und Viktoria : Kriminalkommissar (en tant que Franz Otto Krüger)
- 1958 : Der Mann, der nicht nein sagen konnte : Kommisar Kümmelmann (en tant que Franz Otto Krüger)
- 1958 : Der Pauker : Headmaster Gaspari
- 1958 : Italienreise - Liebe inbegriffen : Herr Duevenasch
- 1958 : La Joyeuse Débandade : Dirigent Erichsen (non crédité)
- 1958 : La Muselière (en) : Schibulski
- 1958 : Peter Voss, der Millionendieb : Uhl
- 1958 : Schwarzwälder Kirsch : Polizeidirektor (en tant que Franz Otto Krüger)
- 1959 : Bezaubernde Arabella : Herr Schnering
- 1959 : Le Retour de Bobby Dodd
- 1959 : Mademoiselle Ange : Le dentiste
- 1959 : Morgen wirst du um mich weinen : Angestellter
- 1959 : Patricia : 1. Gläubiger (non crédité)
- 1960 : Cambriolage en musique : Inspector
- 1960 : Le Vengeur défie Scotland Yard : Regie-Assistent Frankie
- 1960 : Wir wollen niemals auseinandergehen : Rosinelli
- 1961 : Scandale sur la Riviera (Riviera-Story) : Müllerbeer
- 1962 : Kohlhiesels Töchter : Portier Müller
- 1962 : L'Oiseleur : Kommissar (non crédité)
- 1962 : Lieder klingen am Lago Maggiore : Direktor Dietrich
- 1962 : So toll wie anno dazumal : Kellner-Bewerber (non crédité)
- 1963 : Zwei blaue Vergissmeinnicht : Cortini (en tant que Franz Otto Krüger)
- 1965 : Ein Ferienbett mit 100 PS : Herr Krone
- 1968 : Gorilla Gang : Police Doctor (en tant que Franz Otto Krüger)
- 1969 : Der Mann mit dem Glasauge : Hotel porter
- 1970 : Die liebestollen Baronessen : Dr. Nagel
- 1972 : Les Jeux Olympiques du sexe : Voice of Nekeres (Voix, non crédité)
- 1976 : Le bonheur de Monsieur Rossi : Puss in Boots (German version, voice, non crédité)
- 1976 : MitGift : Polo-Kommentator (Voix, non crédité)
- 1987 : Young Love: Lemon Popsicle 7 : Receptionist (Voix, non crédité)

#### Télévision
Séries télévisées
- 1961 : Macky Pancake
- 1965-1966 : Der Forellenhof : Oberkellner Charlie
- 1966 : Förster Horn : Behrendt
- 1969 : Die Kramer : Dr. Graf
- 1970 : Alle Hunde lieben Theobald : Regisseur Herr Lang
- 1971 : Percy Stuart
- 1972 : Butler Parker
- 1972 : Die Melchiors : Fellhändler Majewsky
- 1973 : Im Auftrag von Madame
- 1973 : Lokaltermin : Kommissionsrat Kimmerling
- 1974 : Le petit docteur : Constant
- 1974-1975 : Wickie le vicking
- 1975 : Beschlossen und verkündet : Oberstudiendirektor Dr. Ickel
- 1978 : Direktion City : Bankdirektor Besicke
- 1978-1983 : Tatort : Herr Immelmann
- 1979 : Die Koblanks : Otto Zibulke
- 1979 : Kommissariat IX : Pharmareferent
- 1979 : Seton Dôbutsuki Risu no bannâ : Uhu (Voix : version allemande)
- 1980 : Schicht in Weiß
- 1981 : Die Laurents
- 1981 : Kintopp Kintopp : Autor Settegast
- 1986 : Ein heikler Fall
- 1987 : The Adventures of Dr. Bayer : Dr. Theo Rauberg

Téléfilms
- 1959 : Brave Diebe : Mr. Pidgeon
- 1959 : Die Liebe des Jahres : Minister für Information
- 1960 : Sie können's mir glauben : Der Mann auf der Parkbank (en tant que Franz Otto Krüger)
- 1961 : Wer die Wahl hat : Vincent
- 1961 : Wie einst im Mai : Radansky
- 1963 : Ein Windstoß : Bonfanti
- 1964 : Das Blaue vom Himmel : Maurice
- 1965 : Champagnerlily : Sir Anthony Adams
- 1965 : Jean : Vincent
- 1966 : Kubinke : Herr Ziedorn
- 1966 : Wie lernt man Reisen?
- 1970 : August der Starke - Ein ganzes Volk nennt ihn Papa
- 1971 : Kein Geldschrank geht von selber auf - Die Eddie-Chapman-Story : Rechtsanwalt
- 1971 : Seine Majestät Gustav Krause : Dr. Schneider
- 1972 : Das Geheimnis der Mary Celeste : Jacques Picquart
- 1973 : Der Edison von Schöneberg : Liebig
- 1973 : Einladung zur Enthauptung
- 1973 : So'n Theater : Der Minister
- 1973 : Zu einem Mord gehören zwei : Victor Dehl
- 1975 : Damals wie heute
- 1977 : Anpassung an eine zerstörte Illusion : Herr Schneider
- 1977 : Tausend Lieder ohne Ton : Der Alte
- 1978 : 1982: Gutenbach : Kopf
- 1980 : Versant sud : Mr. von Wallbaum
- 1983 : Ein Mord liegt auf der Hand : Onkel Biron
- 1987 : Lang soll er leben

### Réalisateur

#### Cinéma
- 1967 : Brille und Bombe - Bei uns liegen Sie richtig!

#### Télévision
Séries télévisées
- 1961 : Treffpunkt Telebar
- 1976 : Die verregneten Ferien

Téléfilms
- 1961 : Wer die Wahl hat

### Scénariste

#### Cinéma
- 1967 : Brille und Bombe - Bei uns liegen Sie richtig!

#### Télévision
Séries télévisées
- 1976 : Die verregneten Ferien

Téléfilms
- 1966 : Saison in Salzburg

### Parolier

#### Cinéma
- 1956 : Ein Mann muß nicht immer schön sein